# Avatár

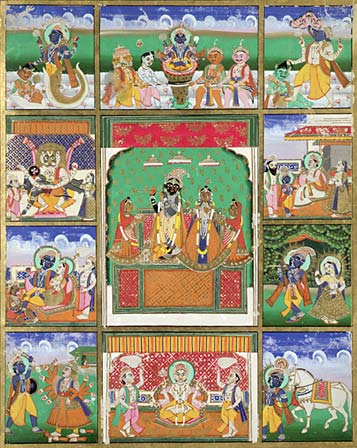
Deset avatárů Višnuových

Termín avatár (nebo původně avatára) pochází z hinduismu – v sanskrtu toto slovo znamená sestup a přeneseně vtělení (inkarnace) – obvykle božské bytosti do fyzického těla za zvláštním účelem. Nejčastěji je používán pro Višnua. Devátým avatárem Višnuovým byl Buddha.
Ke vtělení, zvanému avatár, nemusí dojít jen při narození, nýbrž i v průběhu života, když je někdo určitým nehmotným způsobem zmocněn, tj. obdařen komplexem vlastností, připisovaných dané božské inteligenci. Taková osoba se nazývá šakti-ávéša avatár (též šaktjávéša avatár).
Ze západních znalců orientálních duchovních tradic používal tento výraz také např. britský filosof, mystik a cestovatel Paul Brunton, a to pro duše vysokého stupně, které se vtělují na Zemi, aby přinesly výrazný impuls pro duchovní vývoj lidstva – jako příklady jmenuje Ježíše z Nazareta, Krišnu a staroegyptského Osirise.